# Flint (Michigan)
Flint és una ciutat situada al comtat de Genesee en l'estat nord-americà de Michigan És seu del comtat de Genesee. En el Cens de 2010 tenia 102.434 habitants i una densitat poblacional d'1.161,46 persones per km². Està situat a la vora del riu del mateix nom, el Flint, que té una longitud de 106 km. Va ser fundada pel comerciant de pells Jacob Smith en el 1819. L'any 2010, Flint tenia 102.434 habitants. Malgrat ser un municipi adjacent a Detroit és un municipi independent d'aquest.
Des de finals del segle xix fins a mitjans del segle xx, la ciutat va ser un fabricant líder de carruatges primer i automòbils posteriorment, i va rebre el sobrenom de "Vehicle City". General Motors (GM) es va fundar a Flint el 1908, i la ciutat es va convertir en la seu de fabricació d'automòbils per a les divisions Buick i Chevrolet de GM, especialment després de la Segona Guerra Mundial fins a la recessió dels primers anys vuitanta del s. XX. Flint també va ser la localitat on es produí la famosa Vaga de braços caiguts de 1936-37 que va tenir un paper vital en la formació de sindicat United Auto Workers.
És la localitat natal del cineasta Michael Moore. Aquest director de cinema va filmar una pel·lícula documental sobre el tancament de la factoria de General Motors a la ciutat (Roger & Me).

## Geografia
Flint està situada en les coordenades .Segons l'Oficina del Cens dels Estats Units, Flint té una superfície total de 88,19 km², de la qual 86,55 km² corresponen a terra ferma i (1,87%) 1,65 km² és aigua.

## Demografia
Segons el cens de 2010, hi havia 102434 persones residint en Flint. La densitat de població era d'1.161,46 hab./km². Dels 102.434 habitants, Flint estava compost pel 37,42% blancs, el 56,56% eren afroamericans, el 0,54% eren amerindis, el 0,45% eren asiàtics, el 0,02% eren illencs del Pacífic, l'1,14% eren d'altres races i el 3,87% pertanyien a dos o més races. Del total de la població el 3,88% eren hispans o llatins de qualsevol raça.

## Política
Pel pobre estat financer de la ciutat, Michael Brown va ser nomenat Regidor de Emergenia el 26 de juny de 2013. No obstant això Brown va resignar de la seva posició al setembre del mateix any, efectiu al mes següent. Darnell Eraley (previ alcalde de Flint i actualment gerent de la ciutat de Saginaw) li va succeir des de llavors.

## Educació

### Universitats
- La Universitat de Míchigan-Flint és un dels tres campus de la Universitat de Michigan.
- Kettering University és una universitat principalment d'enginyeria.
- Mott Community College és la universitat pública de la zona.
- La Michigan State University College of Human Medicine utilitza l'antic edifici de Flint Journal per a classes.
- L'àrea de Flint també estan presents el campus principla de Baker College i campuses satétites de Davenport University i Spring Arbor University.

## Persones il·lustres
- Matthew W. Taylor, actor.
- Stephen Smale (1930 -) és un matemàtic conegut per les seves contribucions en Topologia i Geometria diferencial.